# Kerasona
Kerasona (griechisch Κερασώνα (f. sg.)) ist ein Dorf im Gemeindebezirk Filippiada der griechischen Gemeinde Ziros im Süden der Region Epirus.
Das Dorf liegt im Lourostal an der Nationalstraße 5 und bildet zusammen mit dem Ort Agia Faneromeni die Ortsgemeinschaft Kerasona (gr. Topiki Kinotita Kerasonos Τοπική Κοινότητα Κερασώνος) mit 283 Einwohnern.

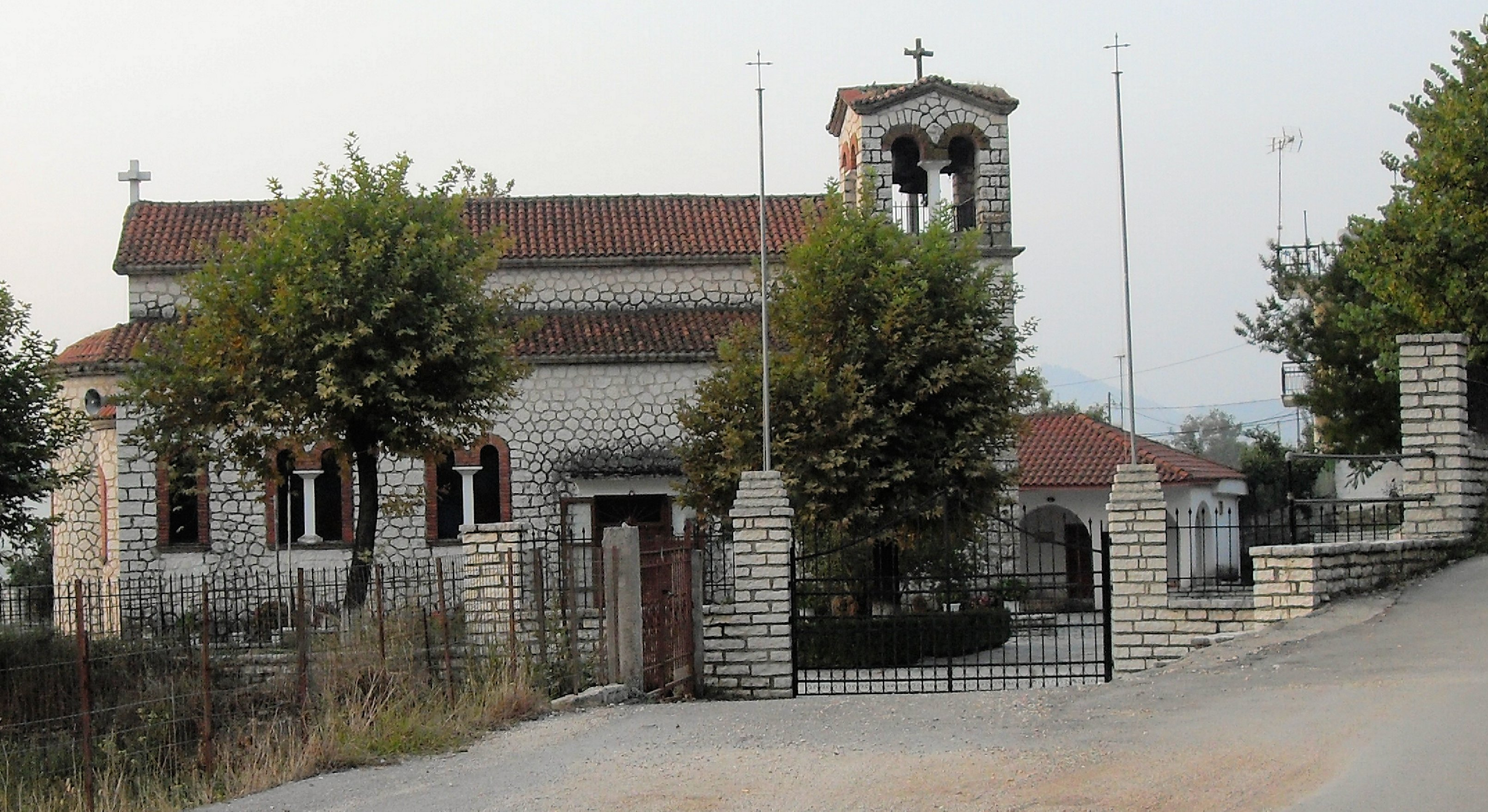
Kirche in Kerasona
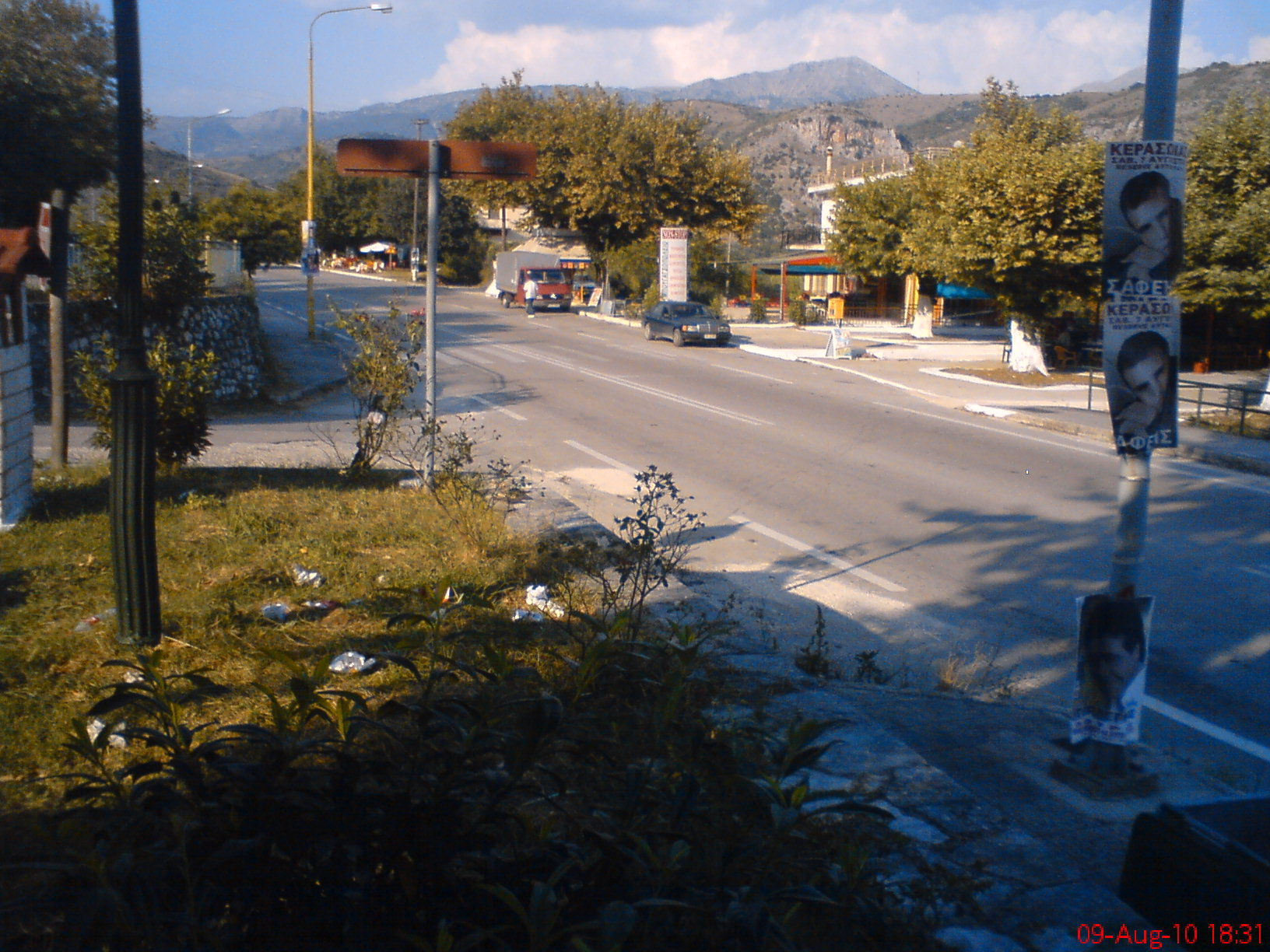
Die Nationalstraße 5 durch das Dorf Kerasona
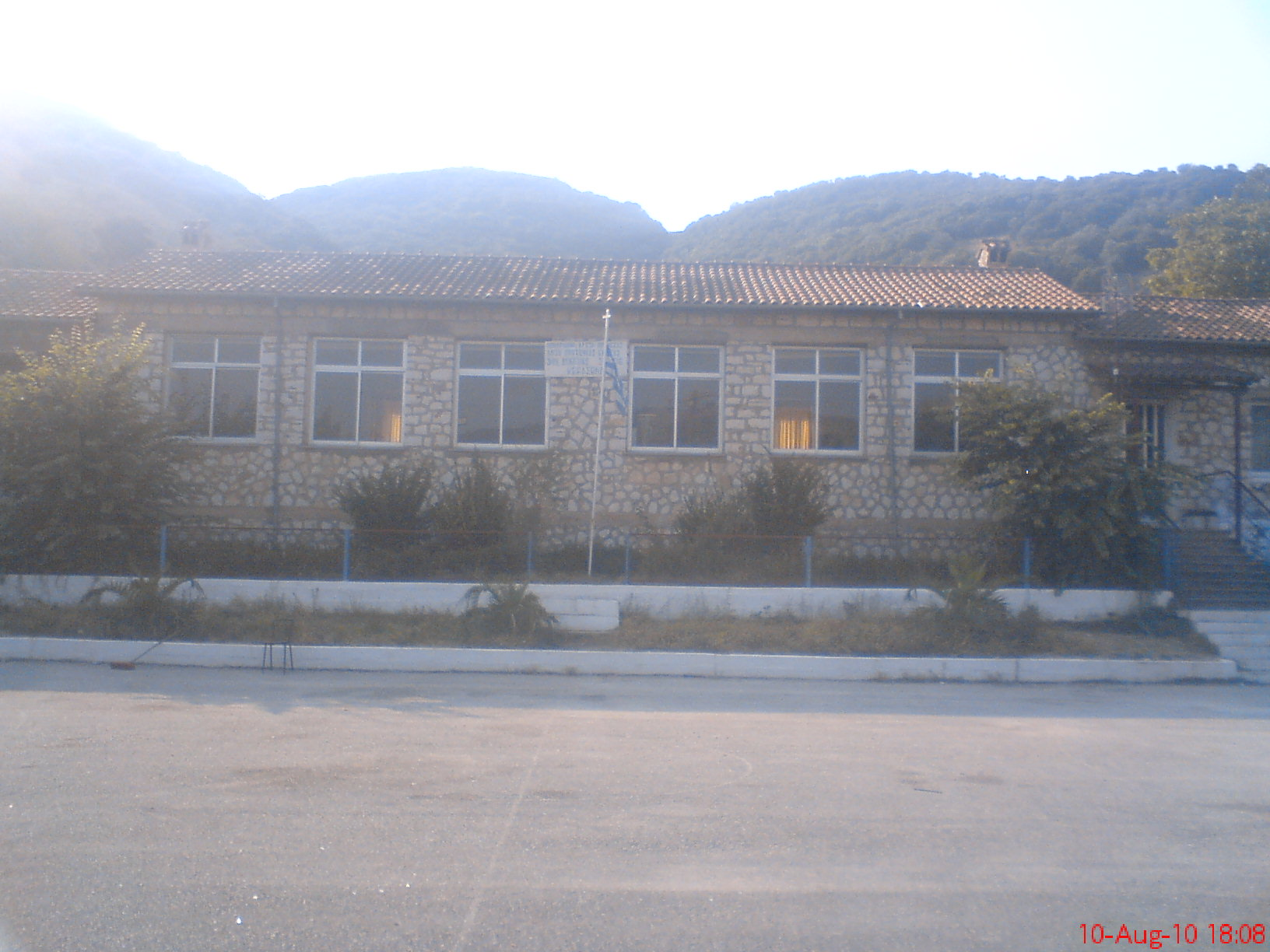
Grundschule des Dorfes Kerasona

## Infrastruktur
Kerasona verfügt über eine Grundschule, eine weiterführende Schule gibt es in Filippiada.

## Sport
Das sportliche Angebot im Dorf Kerasona bietet der Fußballverein AO Kerasona.